# Sufficiently Breathless
| Recensione   | Giudizio     |
| ------------ | ------------ |
| AllMusic     | [ 1 ]        |
| Progarchives | [ 2 ]        |
| Sputnikmusic | 4.5 (Superb) |

Sufficiently Breathless è il secondo album in studio del gruppo rock statunitense Captain Beyond, pubblicato nell'agosto del 1973 .

## Tracce

### LP
Lato A
Testi e musiche di Lee Dorman.
1. Sufficiently Breathless – 5:04
2. Bright Blue Tango – 4:12
3. Drifting in Space – 3:13
4. Evil Men – 4:57

Lato B
Testi e musiche di Lee Dorman.
1. Starglow Energy – 5:11
2. Distant Sun – 4:41
3. Voyages of Past Travellers – 1:30
4. Everything's a Circle – 4:26

## Formazione

### Gruppo
- Rod Evans - voce solista, armonie vocali
- Larry "Rhino" Reinhardt - chitarra solista, chitarra acustica, chitarra slide
- Lee Dorman - basso
- Marty Rodriguez - batteria, cori
- Reese Wynans - pianoforte elettrico, pianoforte acustico
- Guille Garcia - congas, timbales, percussioni

Altri musicisti
- Paul Hornsby - organo (nel brano: Starglow Energy)

Note aggiuntive
- Captain Beyond - produttori (per la Capricorn Records, Inc.), arrangiamenti
- Phil Walden and Associates, Inc. - arrangiamenti
- Registrazioni effettuate (eccetto i brani: Bright Blue Tango e Evil Men) al Capricorn Studios di Macon, Georgia (Stati Uniti)
- Registrazioni dei brani: Bright Blue Tango e Evil Men, effettuati al The Record Plant di Sausalito, California (Stati Uniti)
- Mixaggio effettuato al The Record Plant
- John The Nail Stronach, Ovie Light Sparks, Mike 8 Days Stone - ingegneri delle registrazioni
- Kurt Down Time Kinzel - assistente ingegneri delle registrazioni
- Pacific Eye & Ear - design album
- Joe Petagno e Carl Ramsey - illustrazioni copertina album
- Bob Jenkins - fotografie
- Dedicato alla memoria di Berry Oakley[6]

## Classifica
| Anno | Classifica    | Posizione raggiunta |
| ---- | ------------- | ------------------- |
| 1973 | Billboard 200 | 90                  |